# La Petite Géante
La Petite Géante est une série d'animation française en 52 épisodes de 13 minutes, créée par Jan Van Rijsselberge en mars 2010 et diffusée entre le 28 août 2010 et le 7 novembre 2010 sur Gulli.

## Synopsis
Émilie, une jeune fille, part en vacances dans une vallée accompagnée de son sac à dos en forme de panda, Kinoubi. Lorsqu'elle fait ses premiers pas dans la vallée, elle devient une géante et son sac à dos prend vie. Elle vit désormais des aventures formidables avec son compagnon Kinoubi et ses nouveaux amis de la vallée, Elmer et Fred.

## Fiche technique
- Titre : La Petite Géante
- Création : Jan Van Rijsselberge
- Réalisation : Olivier Reynal
- Montage : Damien Audoin
- Musique : David Gana
- Production : Jean-Philippe Robin
  - Production associée : Youlan Zhu, Jérémie Fajner, Julia Muentefering et Daina Sacco
  - Production déléguée : Clément Calvet et Christian Davin
  - Production exécutive : Jean-Pierre Quenet
- Société de production : Gaumont Animation
- Pays d'origine :  France
- Langue originale : français
- Genre : série d'animation
- Durée : 13 minutes

## Distribution
- Frédérique Marlot : Émilie
- Yann Pichon : Kinoubi
- Marie Diot : Elmer
- Karine Pinoteau : Fred
- Patrick Noérie : Aaron Baokan
- Magali Rosenzweig : Callas
- Patrick Pellegrin : Shaman
- Coco Noël : Georges

## Épisodes
Ordre des épisodes d'après le site de Gulli.
1. Le collier d'Amalia
2. La fugue de Betty
3. Le Nid d'Aigle
4. Émilie la sorcière
5. La pêche aux crabes
6. Le protégé d'Émilie
7. Kinoubi vide son sac
8. L'inondation
9. La fête du renouveau
10. La mare aux esprits
11. La chasse aux papillons
12. La guerre des cabanes
13. Mauvaises nuits
14. La majorette
15. Le secret d'Émilie
16. Les trafiquants
17. Le filet de Mendelssohn
18. Georges dans les nuages
19. La grande douche
20. Toile d'araignée
21. La nuit des oisiflores
22. Du gros poisson
23. La règle du jeu
24. Kakis en folie
25. Bain de boue
26. La relève
27. Tête de buffle
28. Une géante dans la nuit
29. Les gardes du corps
30. Un nouveau parfum
31. Le journal d'Émilie
32. La panne d'eau
33. Émilie fait son miel
34. La nuit des étoiles filantes
35. La fête d'Émilie
36. Le serpent à trois yeux
37. La poule perd la boule
38. Le labyrinthe des kakis
39. Georges passe à l'Est
40. Le rapt de Kinoubi
41. Votez pour moi
42. Le concours de cerfs-volants
43. Fred fait scission
44. Panier de crabes
45. L'arbre aux enfants
46. Le secret du Shaman
47. Mini Kinoubi
48. La lampe magique
49. La marchande
50. Quand les jumelles s'en mêlent
51. Le kaki de la justice
52. Callas a disparu

## Personnages principaux

### Le clan du matin
Émilie : Le personnage principal de la série se retrouve dans la Vallée alors qu'elle partait seule en vacances d'été. En descendant du bus, elle se transforme en géante de 3 mètres. Cette scène est uniquement visible dans le générique.  
Kinoubi : le sac à dos panda d'Émilie. Il a pris vie en arrivant dans la vallée avec Émilie. Très gourmand, paresseux et trouillard, parfois vantard, il est aussi très loyal envers Émilie.
Elmer : apprenti shaman, il est souvent le plus sérieux de la bande. Parfois jaloux de l'attention qu'apporte Émilie à Jonas, il est sûrement secrètement amoureux d'elle. 
Fred : un peu tête brûlée et fonceur, il est le meilleur ami d'Elmer depuis très longtemps, avec qui il a fondé le Clan du Matin. On ne sait pas ce que ses parents sont devenus.

### Le clan du soir
Callas : l'éternelle rivale d'Émilie. Véritable peste, elle fait toujours tout pour qu'Émilie, dont elle est jalouse, soit chassée de la vallée. Elle n'a toutefois pas un mauvais fond et est capable de faire front commun avec sa grande rivale quand elle y trouve son compte.
Fiona : un peu simplette et manquant de confiance en elle, Fiona voue un véritable culte à Callas qu'elle suit sans jamais rien dire. Maladroite, elle sait par contre très bien se bagarrer.
Georges : rondouillard, il est le fils du couple qui tient la boutique de sucreries, les Pao-Ju. C'est un gentil garçon qui a plus l'habitude de suivre le mouvement, même s'il ne saisit pas toujours les mauvais coups dans lesquels il est entraîné par Callas et Fiona. Il est, étonnamment, assez doué en météorologie.

### Adultes
Le Shaman : il est le chef spirituel de la vallée. Contrairement à nombre d'habitants de la vallée, il cherche souvent à connaître la vérité plutôt que d'avoir des préjugés sur Émilie à cause de sa taille.
Aaron Baokan, Mme Baokan : les parents d'Elmer, qui ont également recueilli Émilie à son arrivée dans la vallée.
Amalia : une marchande itinérante qui vient régulièrement dans le village. Le commerce se fait par troc.